# Gestekelde pijlstaartrog
De gestekelde pijlstaartrog (Bathytoshia centroura) is een vissensoort uit de familie van de pijlstaartroggen (Dasyatidae). De wetenschappelijke naam van de soort is voor het eerst geldig gepubliceerd in 1815 door Mitchill.